# 全在娟

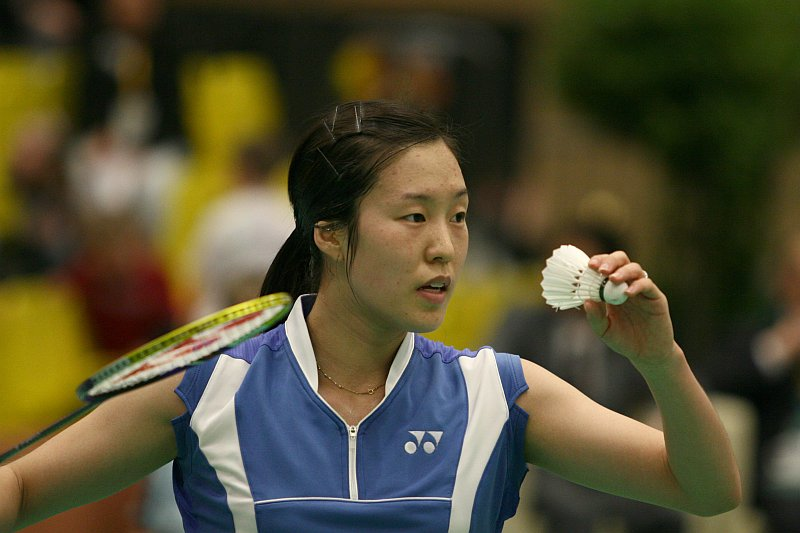
全在娟

全在娟（韓語：전재연，1983年2月9日—），韓國前女子羽球運動員。 
全在娟出生於抱川市，是韓國國立體育大學的一員。她是2004年亞洲羽球錦標賽女子單打冠軍。她參加2004年夏季奧運會羽球比賽女子單打項目，在第一輪擊敗加拿大選手，但在十六強賽輸給中華台北的鄭韶婕。在2005年的瑞士羽球公開賽上，她在四分之一決賽中對陣德國隊徐懷雯的比賽中膝關節十字韌帶斷裂。全在娟也參加2008年北京奧運會，在第三輪被中國選手張寧擊敗。